# Denise (krets)
Denise är en av de integrerade kretsar som ingår i ett chip-set tillverkat av MOS Technology och som används i Amiga-datorer. Denise motsvarar Lisa i AGA.

## Versioner
- Denise - (8362)
  - Amiga 500
  - Amiga 1000
  - Amiga 2000
  - Amiga 3000

- Super Denise - (8373)
  - Amiga 500+
  - Amiga 600
  - Amiga 2000
  - Amiga 3000